# Pankaj Sharma
Pankaj Sharma, née en 1978 à Jaipur la capitale de l’état du Rajasthan en Inde, est une autrice spécialiste de la cuisine indienne, blogueuse culinaire et entrepreneure.

## Biographie
Cette section ne s'appuie pas, ou pas assez, sur des sources secondaires ou tertiaires indépendantes du sujet. Le texte peut contenir des analyses inexactes ou inédites de sources primaires.
Pour l'améliorer, ajoutez-en, ou placez des modèles {{Source secondaire souhaitée}} ou {{Source secondaire nécessaire}} sur les passages mal sourcés. (juin 2024)

### De l'Inde au blog
En Inde, Pankaj Sharma a été comédienne et actrice sociale, formée aux autres pratiques théâtrales (théâtre de l’opprimé, théâtre forum, clown, …) en vue d'aider les populations défavorisées des villages et des bidonvilles,, après l’obtention d’une licence de théâtre classique et des tournages de séries télé et de publicités au Rajasthan, sa région.
En 2002 Pankaj Sharma quitte l’Inde pour la première fois avec une troupe de théâtre indienne (formée par l’association française Caravane théâtre) pour une tournée de spectacles de théâtre de l’opprimé, dans le Sud de la France.
En 2003, elle revient en France, à Toulouse, dans le cadre d’un échange culturel pour suivre des études supérieures. Elle obtient une licence de théâtre,.
Lorsqu’elle s’installe en France, elle est confrontée à des habitudes alimentaires très différentes des siennes et découvre qu’être végétarienne, contrairement en Inde, c’est appartenir à une minorité. Pour partager son héritage familial et culturel, elle crée en 2007 un blog de cuisine indienne/végétarienne avec des recettes en vidéo,, qu'elle prend au départ comme un exercice devant la caméra. C’est le début de son aventure culinaire en France, commencée en Inde quand elle était petite en observant sa maman en cuisine,,.

### Développement de ses activités
Après la création de son blog, ayant souvent des questions sur la manière de se procurer la vaisselle et les épices indiennes en France, elle crée en 2011 sa propre boutique en ligne,.
Côté cuisine, depuis sa venue en France, elle a aussi eu l’occasion de donner des cours de cuisine végétarienne et de travailler dans des restaurants et avec des chefs cuisiniers, ainsi que d'animer des conférences sur la cuisine indienne.
Elle ouvre sa chaîne YouTube en 2007. Celle-ci compte 131 000 abonnés en 2025.
En parallèle, dès 2009 elle commence à publier des ouvrages sur la cuisine indienne.

## Publications
Depuis 2007 Pankaj Sharma alimente un blog sur la cuisine indienne et végétarienne, avec des recettes en vidéos et des informations sur les produits culinaires indiens,,.
En avril 2009, elle gagne l’édition d’un livre avec les recettes de son blog et publie l’ouvrage « Cuisine indienne végétarienne : recettes merveilleuses et récits savoureux », présenté au salon du livre à Paris,. Editions BOD, 2009  (ISBN 2810607702)
En novembre 2015, elle publie "Les Saveurs de l’Inde sacrée", où elle réunit 60 recettes végétariennes indiennes traditionnelles,,,. Editions Almora, 2012  (ISBN 235118078X)
En septembre 2019, elle publie “Les Nouvelles Saveurs de l’Inde sacrée", successeur du livre précédent. Outre 60 nouvelles recettes végétariennes, elle y décrit des habitudes alimentaires en Inde et leur contexte culturel. Editions Almora, 2019  (ISBN 2351184149)
En septembre 2020, elle publie "La cuisine indienne illustrée". Ce livre de cuisine est une collaboration avec Sandra Salmandjee pour les recettes et Alice Charbin pour les illustrations,,,, il a été traduit en japonais et en italien en 2021,,. Editions Mango, 2020  (ISBN 2317023936)
En octobre 2022, elle publie "INDE : Balades gourmandes, recettes et art de vivre". C’est une nouvelle collaboration avec Sandra Salmandjee pour les recettes avec des illustrations de Maja Tomljanovic. Il propose de découvrir la gastronomie indienne tout en voyageant, avec une carte illustrée,,. Editions Mango, 2022  (ISBN 2317029764)
En juin 2024, elle publie "INDE : Plats incontournables et voyage culinaire". Elle présente ses recettes indiennes végétariennes avec l’apport de Fabiola Sakti Basile pour quelques recettes non végétariennes. Editions Mango, 2024  (ISBN 2317035462)
En mars 2025, elle publie "EASY INDE : Bases et recettes incontournables". Elle présente de nouvelles recettes indiennes végétariennes avec de nouveau l’apport de Fabiola Sakti Basile pour quelques recettes non végétariennes,. Editions Mango, 2025  (ISBN 9782317038488)